# Melocactus coronatus
Melocactus coronatus là một loài thực vật có hoa trong họ Cactaceae. Loài này được (Lam.) Backeb. mô tả khoa học đầu tiên.